# Henri Bellechose
Henri Bellechose (1415 — 1445) foi um pintor no sul da Holanda (algumas fontes dizem Flandres). Ele foi um dos mais importantes artistas no estilo de arte gótica.
Bellechose foi um dos pintores da família real francesa. Foi nomeado pintor da corte pelo Duque da Borgonha, em Dijon. Sua obra mais importante, O Martírio de St. Denis, foi feito nessa época. Ele tinha um grande estúdio, com oito assistentes. Filipe III, Duque de Borgonha logo empregou o mestre Jan van Eyck em sua corte a fama de Bellechose desapareceu.